# Liste der erfolgreichsten Filme nach Zuschauerzahlen
Die Liste der erfolgreichsten Filme nach Zuschauerzahlen gibt Auskunft über die erfolgreichsten Filme nach Zuschauerzahlen im deutschsprachigen Raum.

## Deutschland

### Erfolgreichste Filme
Gelistet sind die ab 1968 veröffentlichten Filme mit den meisten Kinobesuchern inklusive Wiederaufführungen in Westdeutschland, ab 1990 in Gesamtdeutschland. Aus früheren Jahren sind keine zuverlässigen Zahlen bekannt. Die Angaben für Filme vor 1985 beruhen auf Schätzungen. (Stand: 24. Januar 2022)
| Platz | Titel                                       | Jahr | Produktionsland                           | Kinobesucher |
| ----- | ------------------------------------------- | ---- | ----------------------------------------- | ------------ |
| 1     | Das Dschungelbuch                           | 1968 | Vereinigte Staaten                        | 27.293.000   |
| 2     | Titanic                                     | 1998 | Vereinigte Staaten                        | 18.986.084   |
| 3     | Die Brücke am Kwai                          | 1957 | Vereinigtes Königreich Vereinigte Staaten | 14.500.000   |
| 4     | Ben Hur                                     | 1959 | Vereinigte Staaten                        | 13.525.000   |
| 5     | Doktor Schiwago                             | 1966 | Vereinigte Staaten                        | 13.483.400   |
| 6     | Spiel mir das Lied vom Tod                  | 1969 | Italien Vereinigte Staaten                | 13.018.414   |
| 7     | Harry Potter und der Stein der Weisen       | 2001 | Vereinigtes Königreich Vereinigte Staaten | 12.657.650   |
| 8     | Vier Fäuste für ein Halleluja               | 1972 | Italien                                   | 12.267.000   |
| 9     | Der Herr der Ringe: Die Gefährten           | 2001 | Neuseeland Vereinigte Staaten             | 11.955.052   |
| 10    | Der König der Löwen                         | 1994 | Vereinigte Staaten                        | 11.899.893   |
| 11    | Der Schuh des Manitu                        | 2001 | Deutschland Spanien                       | 11.721.183   |
| 12    | Avatar – Aufbruch nach Pandora              | 2009 | Vereinigte Staaten                        | 11.692.617   |
| 13    | Das Schweigen                               | 1963 | Schweden                                  | 11.532.400   |
| 14    | James Bond 007 – Feuerball                  | 1965 | Vereinigtes Königreich                    | 11.425.800   |
| 15    | Das Wirtshaus im Spessart                   | 1958 | BR Deutschland                            | 11.250.000   |
| 16    | Der brave Soldat Schwejk                    | 1960 | BR Deutschland                            | 10.850.000   |
| 17    | Der Herr der Ringe: Die zwei Türme          | 2002 | Neuseeland Vereinigte Staaten             | 10.777.956   |
| 18    | Der Pauker                                  | 1958 | BR Deutschland                            | 10.626.000   |
| 19    | Pretty Woman                                | 1990 | Vereinigte Staaten                        | 10.625.337   |
| 20    | James Bond 007 – Goldfinger                 | 1964 | Vereinigtes Königreich                    | 10.557.000   |
| 21    | Winnetou 1. Teil                            | 1963 | BR Deutschland Frankreich Jugoslawien     | 10.473.800   |
| 22    | Der Herr der Ringe: Die Rückkehr des Königs | 2003 | Neuseeland Vereinigte Staaten             | 10.466.058   |
| 23    | Freddy unter fremden Sternen                | 1959 | BR Deutschland                            | 10.212.000   |
| 24    | Der Schatz im Silbersee                     | 1964 | BR Deutschland Frankreich Jugoslawien     | 10.001.118   |
| 25    | Und ewig singen die Wälder                  | 1959 | Österreich                                | 10.009.000   |
| 26    | Die Kraniche ziehen                         | 1957 | UdSSR                                     | 9.771.000    |
| 27    | Bernard und Bianca – Die Mäusepolizei       | 1977 | Vereinigte Staaten                        | 9.767.049    |
| 28    | Haie und kleine Fische                      | 1957 | BR Deutschland                            | 9.755.000    |
| 29    | Harry Potter und die Kammer des Schreckens  | 2002 | Vereinigtes Königreich Vereinigte Staaten | 9.736.034    |
| 30    | Avatar: The Way of Water                    | 2022 | Vereinigte Staaten                        | 9.697.124    |
| 31    | Aristocats                                  | 1971 | Vereinigte Staaten                        | 9.695.427    |
| 32    | Die zehn Gebote                             | 1956 | Vereinigte Staaten                        | 9.636.000    |
| 33    | Helden                                      | 1958 | BR Deutschland                            | 9.424.000    |
| 34    | Jurassic Park                               | 1993 | Vereinigte Staaten                        | 9.395.450    |
| 35    | Freddy, die Gitarre und das Meer            | 1959 | BR Deutschland                            | 9.381.000    |
| 36    | Independence Day                            | 1996 | Vereinigte Staaten                        | 9.272.424    |
| 37    | Das Spukschloß im Spessart                  | 1960 | BR Deutschland                            | 9.250.000    |
| 38    | Die Brücke                                  | 1959 | BR Deutschland                            | 9.197.000    |
| 39    | (T)Raumschiff Surprise – Periode 1          | 2004 | Deutschland                               | 9.165.932    |
| 40    | Ziemlich beste Freunde                      | 2012 | Frankreich                                | 9.165.192    |
| 41    | Sissi – Schicksalsjahre einer Kaiserin      | 1957 | BR Deutschland Österreich                 | 9.150.000    |
| 42    | Weißer Holunder                             | 1957 | BR Deutschland                            | 9.085.000    |
| 43    | Star Wars: Das Erwachen der Macht           | 2015 | Vereinigte Staaten                        | 9.071.575    |
| 44    | Buddenbrooks Erster Teil                    | 1959 | BR Deutschland                            | 9.000.000    |
| 45    | Star Wars: Episode I – Die dunkle Bedrohung | 1999 | Vereinigte Staaten                        | 8.962.516    |
| 46    | Findet Nemo                                 | 2003 | Vereinigte Staaten                        | 8.839.999    |
| 47    | Dirty Dancing                               | 1987 | Vereinigte Staaten                        | 8.836.301    |
| 48    | Otto – Der Film                             | 1985 | BR Deutschland                            | 8.776.026    |
| 49    | Ice Age 2 – Jetzt taut’s                    | 2006 | Vereinigte Staaten                        | 8.747.671    |
| 50    | Nachts im Grünen Kakadu                     | 1957 | BR Deutschland                            | 8.741.000    |

### Erfolgreichste deutsche Filme

#### Erfolgreichste deutsche Filme in Deutschland
Gelistet sind die ab 1968 veröffentlichten deutschen Filme (einschließlich Koproduktionen) mit den meisten Kinobesuchern in Deutschland einschließlich Wiederaufführungen (ohne Kinobesuche in der DDR). Die Filme zur Zeit der deutschen Teilung sind grau hinterlegt, allein auf Westdeutschland bezogen ist die Bevölkerungszahl wesentlich kleiner und damit der Rekord umso größer. Aus früheren Jahren sind keine zuverlässigen Zahlen bekannt. Die Angaben für Filme vor 1985 beruhen auf Schätzungen. (Stand: 15. Januar 2018)
Filme zur Zeit der deutschen Teilung sind grau unterlegt.
| Platz | Titel                                                    | Jahr | Produktionsland                   | Besucher (* = geschätzt) |
| ----- | -------------------------------------------------------- | ---- | --------------------------------- | ------------------------ |
| 01    | Der Schuh des Manitu                                     | 2001 | Deutschland Spanien               | 11.723.118               |
| 02    | (T)Raumschiff Surprise – Periode 1                       | 2004 | Deutschland                       | 09.152.531               |
| 03    | Otto – Der Film                                          | 1985 | BR Deutschland                    | 08.783.766               |
| 04    | Fack ju Göhte 2                                          | 2015 | Deutschland                       | 07.733.792               |
| 05    | Fack ju Göhte                                            | 2013 | Deutschland                       | 07.412.417               |
| 06    | Honig im Kopf                                            | 2014 | Deutschland                       | 07.274.964               |
| 07    | Schulmädchen-Report: Was Eltern nicht für möglich halten | 1970 | BR Deutschland                    | 07.000.000*              |
| 08    | 7 Zwerge – Männer allein im Wald                         | 2004 | Deutschland                       | 06.799.699               |
| 09    | Der bewegte Mann                                         | 1994 | Deutschland                       | 06.609.349               |
| 10    | Good Bye, Lenin!                                         | 2003 | Deutschland                       | 06.584.314               |
| 11    | Zur Sache, Schätzchen                                    | 1968 | BR Deutschland                    | 06.500.000*              |
| 12    | Otto – Der neue Film                                     | 1987 | BR Deutschland                    | 06.458.957               |
| 13    | Keinohrhasen                                             | 2007 | Deutschland                       | 06.333.454               |
| 14    | Mein Name ist Nobody                                     | 1973 | BR Deutschland Frankreich Italien | 06.287.013               |
| 15    | Fack ju Göhte 3                                          | 2017 | Deutschland                       | 06.028.499               |
| 16    | Oswalt Kolle: Das Wunder der Liebe                       | 1968 | BR Deutschland                    | 06.000.000*              |
| 17    | Zum Teufel mit der Penne                                 | 1968 | BR Deutschland                    | 06.000.000*              |
| 18    | Der Name der Rose                                        | 1986 | BR Deutschland Frankreich Italien | 05.866.646               |
| 19    | Das Parfum – Die Geschichte eines Mörders                | 2006 | Deutschland Spanien               | 05.608.828               |
| 20    | Männer                                                   | 1985 | BR Deutschland                    | 05.213.458               |

#### Erfolgreichste DDR-Filme in der DDR
Die erfolgreichsten Produktionen der Sowjetischen Besatzungszone (SBZ 1945–1949) und der DDR. In den Besucherzahlen der vier Filme vor 1949 sind auch die Besucher in West-Berlin und den Westzonen enthalten. Um eine ungefähre Vorstellung der Besucherzahlen ab 1949 im Vergleich zu denen in Westdeutschland zu erhalten, muss man die Zahlen verdreifachen (entsprechend den Einwohnerzahlen).
| Platz | Titel                           | Jahr | Besucher   |
| ----- | ------------------------------- | ---- | ---------- |
| 1     | Die Geschichte vom kleinen Muck | 1953 | 12.998.352 |
| 2     | Ehe im Schatten                 | 1947 | 12.888.153 |
| 3     | Das kalte Herz                  | 1950 | 9.779.526  |
| 4     | Die Söhne der großen Bärin      | 1966 | 9.422.395  |
| 5     | Razzia                          | 1947 | 8.090.000  |
| 6     | Schneewittchen                  | 1961 | 7.597.495  |
| 7     | Straßenbekanntschaft            | 1948 | 6.469.627  |
| 8     | Die Mörder sind unter uns       | 1946 | 6.468.921  |
| 9     | Die lustigen Weiber von Windsor | 1950 | 6.090.329  |
| 10    | Meine Frau macht Musik          | 1958 | 6.052.050  |

## Österreich

### Erfolgreichste österreichische Filme
Gelistet sind die erfolgreichsten österreichischen Produktionen ab 1982 (Stand: 30. März 2017). Um eine ungefähre Vorstellung der Besucherzahlen im Vergleich zu denen in Deutschland zu erhalten, muss man die Zahlen vor 1991 verachtfachen und ab 1991 verzehnfachen (entsprechend den Einwohnerzahlen).
| Platz | Titel                                               | Jahr | Besucher |
| ----- | --------------------------------------------------- | ---- | -------- |
| 1     | Hinterholz 8                                        | 1998 | 617.558  |
| 2     | Poppitz                                             | 2002 | 441.017  |
| 3     | Müllers Büro                                        | 1986 | 441.000  |
| 4     | Echte Wiener – Die Sackbauer-Saga                   | 2008 | 372.788  |
| 5     | Schlafes Bruder                                     | 1995 | 307.345  |
| 6     | Das ewige Leben                                     | 2015 | 284.935  |
| 7     | Griechenland                                        | 2023 | 283.783  |
| 8     | Der Knochenmann                                     | 2009 | 281.110  |
| 9     | MA 2412 – Die Staatsdiener                          | 2003 | 272.849  |
| 10    | Wilde Maus                                          | 2017 | 264.455  |
| 11    | Die unabsichtliche Entführung der Frau Elfriede Ott | 2010 | 237.134  |
| 12    | Komm, süßer Tod                                     | 2000 | 230.743  |
| 13    | Indien                                              | 1993 | 223.758  |
| 14    | Sei zärtlich, Pinguin                               | 1982 | 210.000  |
| 15    | Silentium                                           | 2004 | 206.393  |
| 16    | We Feed the World                                   | 2005 | 201.994  |

## Schweiz

### Erfolgreichste Schweizer Filme
Gelistet sind die erfolgreichsten Schweizer Produktionen ab 1976 (Stand: März 2024). Um eine ungefähre Vorstellung der Besucherzahlen im Vergleich zu denen in Deutschland zu erhalten, muss man die Zahlen vor 1991 verneunfachen und ab 1991 verelffachen (entsprechend den Einwohnerzahlen).
| Platz | Titel                                                     | Jahr | Besucher                       |
| ----- | --------------------------------------------------------- | ---- | ------------------------------ |
| 1     | Die Schweizermacher                                       | 1978 | 942.082                        |
| 2     | Die Herbstzeitlosen                                       | 2006 | 597.306                        |
| 3     | Mein Name ist Eugen                                       | 2005 | 581.980                        |
| 4     | Achtung, fertig, Charlie!                                 | 2003 | 560.523                        |
| 5     | Heidi                                                     | 2015 | 559.324                        |
| 6     | Schellen-Ursli                                            | 2015 | 457.599                        |
| 7     | Les petites fugues (Kleine Fluchten)                      | 1979 | 426.791                        |
| 8     | Mikrokosmos – Das Volk der Gräser                         | 1996 | 382.045                        |
| 9     | Grounding – Die letzten Tage der Swissair                 | 2006 | 378.495                        |
| 10    | Die göttliche Ordnung                                     | 2016 | 358.762                        |
| 11    | Ein Schweizer namens Nötzli                               | 1988 | 350.681                        |
| 12    | Platzspitzbaby                                            | 2020 | 335.445                        |
| 13    | Bon Schuur Ticino                                         | 2023 | 332.115 (Stand: 24. März 2024) |
| 14    | Wolkenbruchs wunderliche Reise in die Arme einer Schickse | 2018 | 316.304                        |
| 15    | Nomaden der Lüfte – Das Geheimnis der Zugvögel            | 2001 | 314.474                        |
| 16    | Ernstfall in Havanna                                      | 2002 | 313.801                        |

### Erfolgreichste Filme pro Jahr
| Jahr | Titel                                               | Anzahl Zuschauer |
| ---- | --------------------------------------------------- | ---------------- |
| 1996 | Independence Day                                    | 619.964          |
| 1997 | Men in Black                                        | 474.376          |
| 1998 | Titanic                                             | 1.934.925        |
| 1999 | Notting Hill                                        | 682.450          |
| 2000 | American Beauty                                     | 624.591          |
| 2001 | Harry Potter und der Stein der Weisen               | 718.911          |
| 2002 | Harry Potter und die Kammer des Schreckens          | 754.200          |
| 2003 | Findet Nemo                                         | 899.143          |
| 2004 | Harry Potter und der Gefangene von Askaban          | 608.204          |
| 2005 | Madagascar                                          | 686.027          |
| 2006 | Ice Age 2 – Jetzt taut’s                            | 1.066.320        |
| 2007 | Ratatouille                                         | 741.719          |
| 2008 | James Bond 007: Ein Quantum Trost                   | 775.940          |
| 2009 | Ice Age 3 – Die Dinosaurier sind los                | 1.063.431        |
| 2010 | Avatar – Aufbruch nach Pandora                      | 827.553          |
| 2011 | Harry Potter und die Heiligtümer des Todes – Teil 1 | 515.988          |
| 2012 | James Bond 007: Skyfall                             | 1.142.029        |
| 2013 | Ich – Einfach unverbesserlich 2                     | 406.899          |
| 2014 | Monsieur Claude und seine Töchter                   | 473.041          |
| 2015 | James Bond 007: Spectre                             | 968.684          |
| 2016 | Pets                                                | 367.395          |
| 2017 | Ich – Einfach unverbesserlich 3                     | 473.739          |
| 2018 | Bohemian Rhapsody                                   | 374.882          |
| 2019 | Der König der Löwen                                 | 604.329          |
| 2020 | Platzspitzbaby                                      | 330.726          |
| 2021 | James Bond 007: Keine Zeit zu sterben               | 828.671          |
| 2022 | Top Gun: Maverick                                   | 621.076          |
| 2023 | Barbie                                              | 723.527          |

## Europa

### Erfolgreichste Filme
Gelistet sind die Filme mit den meisten Ticketverkäufen in europäischen Kinos seit 1996. Die Erhebung der Daten findet jährlich statt, zuletzt für das Jahr 2024. Veröffentlicht werden die Daten von der Europäischen Audiovisuellen Informationsstelle, welche 1992 vom Europarat gegründet wurde. (Stand: 6. April 2025)
| Platz | Titel                                               | Jahr | Produktionsland                                       | Kinobesucher |
| ----- | --------------------------------------------------- | ---- | ----------------------------------------------------- | ------------ |
| 1     | Titanic                                             | 1997 | Vereinigte Staaten                                    | 112.178.731  |
| 2     | Avatar – Aufbruch nach Pandora                      | 2009 | Vereinigte Staaten                                    | 82.622.964   |
| 3     | Avatar: The Way of Water                            | 2022 | Vereinigte Staaten                                    | 66.013.082   |
| 4     | Der Herr der Ringe: Die Gefährten                   | 2001 | Vereinigte Staaten Neuseeland                         | 61.851.589   |
| 5     | Harry Potter und der Stein der Weisen               | 2001 | Vereinigtes Königreich Vereinigte Staaten             | 61.622.009   |
| 6     | Star Wars: Das Erwachen der Macht                   | 2015 | Vereinigte Staaten                                    | 61.426.136   |
| 7     | Der Herr der Ringe: Die zwei Türme                  | 2002 | Vereinigte Staaten Neuseeland                         | 56.115.972   |
| 8     | Der Herr der Ringe: Die Rückkehr des Königs         | 2003 | Vereinigte Staaten Neuseeland                         | 55.262.224   |
| 9     | Harry Potter und die Kammer des Schreckens          | 2002 | Vereinigtes Königreich Vereinigte Staaten             | 53.182.918   |
| 10    | Der König der Löwen                                 | 2019 | Vereinigte Staaten Vereinigtes Königreich             | 52.782.569   |
| 11    | Barbie                                              | 2023 | Vereinigte Staaten Vereinigtes Königreich             | 49.411.610   |
| 12    | Star Wars: Episode I – Die dunkle Bedrohung         | 1999 | Vereinigte Staaten                                    | 48.524.658   |
| 13    | Alles steht Kopf 2                                  | 2024 | Vereinigte Staaten                                    | 48.127.693   |
| 14    | Avengers: Endgame                                   | 2019 | Vereinigte Staaten                                    | 46.739.664   |
| 15    | James Bond 007: Skyfall                             | 2012 | Vereinigtes Königreich Vereinigte Staaten             | 46.435.516   |
| 16    | Findet Nemo                                         | 2003 | Vereinigte Staaten                                    | 46.123.188   |
| 17    | Pirates of the Caribbean – Fluch der Karibik 2      | 2006 | Vereinigte Staaten                                    | 45.006.907   |
| 18    | Spider-Man: No Way Home                             | 2021 | Vereinigte Staaten                                    | 44.852.235   |
| 19    | Shrek 2 – Der tollkühne Held kehrt zurück           | 2004 | Vereinigte Staaten                                    | 44.640.731   |
| 20    | Harry Potter und der Feuerkelch                     | 2005 | Vereinigtes Königreich Vereinigte Staaten             | 44.598.828   |
| 21    | Ice Age 3 – Die Dinosaurier sind los                | 2009 | Vereinigte Staaten                                    | 43.754.143   |
| 22    | Independence Day                                    | 1996 | Vereinigte Staaten                                    | 42.600.369   |
| 23    | Die Eiskönigin II                                   | 2019 | Vereinigte Staaten                                    | 42.363.375   |
| 24    | Minions                                             | 2015 | Vereinigte Staaten                                    | 41.888.718   |
| 25    | Star Wars: Die letzten Jedi                         | 2017 | Vereinigte Staaten                                    | 41.666.684   |
| 26    | James Bond 007: Spectre                             | 2015 | Vereinigtes Königreich Vereinigte Staaten             | 41.604.157   |
| 27    | Ziemlich beste Freunde                              | 2011 | Frankreich                                            | 41.553.143   |
| 28    | Harry Potter und der Gefangene von Askaban          | 2004 | Vereinigtes Königreich Vereinigte Staaten             | 40.981.944   |
| 29    | Ice Age 2 – Jetzt taut’s                            | 2006 | Vereinigte Staaten                                    | 40.789.295   |
| 30    | Joker                                               | 2019 | Vereinigte Staaten                                    | 40.200.425   |
| 31    | Harry Potter und die Heiligtümer des Todes – Teil 2 | 2011 | Vereinigtes Königreich Vereinigte Staaten             | 40.118.509   |
| 32    | Harry Potter und der Orden des Phönix               | 2007 | Vereinigtes Königreich Vereinigte Staaten             | 38.725.414   |
| 33    | Bohemian Rhapsody                                   | 2018 | Vereinigtes Königreich Vereinigte Staaten             | 37.631.467   |
| 34    | The Sixth Sense                                     | 1999 | Vereinigte Staaten                                    | 37.127.781   |
| 35    | Der Hobbit: Eine unerwartete Reise                  | 2012 | Vereinigte Staaten Neuseeland                         | 37.054.066   |
| 36    | Pirates of the Caribbean – Am Ende der Welt         | 2007 | Vereinigte Staaten                                    | 36.992.741   |
| 37    | Shrek der Dritte                                    | 2007 | Vereinigte Staaten                                    | 36.304.295   |
| 38    | The Da Vinci Code – Sakrileg                        | 2006 | Vereinigte Staaten                                    | 36.261.865   |
| 39    | Der Super Mario Bros. Film                          | 2023 | Vereinigte Staaten Japan                              | 35.889.513   |
| 40    | James Bond 007: Keine Zeit zu sterben               | 2021 | Vereinigtes Königreich Vereinigte Staaten             | 35.866.839   |
| 41    | Harry Potter und der Halbblutprinz                  | 2008 | Vereinigtes Königreich Vereinigte Staaten             | 35.816.961   |
| 42    | Oppenheimer                                         | 2023 | Vereinigte Staaten Vereinigtes Königreich             | 35.747.107   |
| 43    | Harry Potter und die Heiligtümer des Todes – Teil 1 | 2010 | Vereinigtes Königreich Vereinigte Staaten             | 35.738.207   |
| 44    | Top Gun: Maverick                                   | 2022 | Vereinigte Staaten                                    | 35.573.454   |
| 45    | Ice Age 4 – Voll verschoben                         | 2012 | Vereinigte Staaten                                    | 35.190.468   |
| 46    | Ich – Einfach unverbesserlich 3                     | 2017 | Vereinigte Staaten                                    | 34.694.482   |
| 47    | Avengers: Infinity War                              | 2018 | Vereinigte Staaten                                    | 34.448.987   |
| 48    | Mamma Mia!                                          | 2008 | Vereinigte Staaten Vereinigtes Königreich Deutschland | 34.401.362   |
| 49    | Spider-Man                                          | 2002 | Vereinigte Staaten                                    | 33.698.050   |
| 50    | Men in Black                                        | 1997 | Vereinigte Staaten                                    | 33.506.905   |